# 葛世振
葛世振（1614年—1682年），字仞上，号同果，浙江鄞县人，明朝政治人物，榜眼及第。

## 生平
崇禎十三年（1640年），登一甲第二名進士，授翰林院編修，充日講官。不久請假歸省。崇禎十七年（1644年），李自成攻破北京，崇祯帝自盡，葛世振遂不再出仕。
清康熙十年（1671年），浙江巡撫范承謨舉薦，康熙帝連續兩次下詔請用，葛世振均謝絕。

## 事跡
清康熙十年（1671年），康熙帝兩詔促葛世振出仕。高士陆宇燝为此赠诗曰：
曳履随班称老臣，少年队里自嫌身。
阿婆改作新来妇，抹煞庚辰第二人。
葛世振见诗叹道：“使吾一举足，更何面目以见陆生。”遂以疾坚辞不赴。